# Llinda de Ca l'Ull
La Llinda de Ca l'Ull és una obra de Santa Pau (Garrotxa) inclosa a l'Inventari del Patrimoni Arquitectònic de Catalunya.

## Descripció
Ca l'Ull és una casa de reduïdes dimensions, construïda amb pedra volcànica excepte la porta i les finestres, que estan emmarcades per carreus ben escairats. A la llinda s'hi pot llegir "IOANI SARB 1773".

## Història
La vila de Santa Pau va créixer per la part nord, fora del recinte fortificat. L'any 1466 la reina donya Joana va cedir uns terrenys situats prop de la Porta de Vila Nova per a construir una plaça, avui Plaça del Baix. Un cop construïts els grans casals que l'envoltaven es va passar, al segle xviii, a la construcció dels edificis del carrer del Pont.